# ستارا خوتا-کوشاره
ستارا خوتا-کوشاره (به لهستانی:  Stara Huta-Koszary) یک روستا در لهستان است که در گمینا بیلینه واقع شده‌است. ستارا خوتا-کوشاره ۲۲۰ نفر جمعیت دارد.